# Bruce Paltrow
Bruce William Paltrow (New York, 26 novembre 1943 – Roma, 3 ottobre 2002) è stato un regista, sceneggiatore e produttore televisivo statunitense.

## Biografia
Di famiglia ebraica originaria di Minsk, figlio di Dorothy Weigert e Arnold Paltrowitz, iniziò la sua carriera in teatro a New York alla fine degli anni '60. Nel 1970 si distinse come autore e produttore del tv movie Shirts/Skins. Nel 1982 diresse e produsse la commedia romantica A little sex; nello stesso anno fu regista di A cuore aperto. Dopo aver diretto vari episodi di serie televisive, nel 2000 fu regista del film Duets, interpretato anche dalla figlia Gwyneth.
Malato di cancro alla gola, morì per una complicazione respiratoria all'ospedale Forlanini di Roma, il 3 ottobre 2002, all'età di 58 anni, mentre si trovava in vacanza in Italia con la figlia. Venne poi  cremato, con conservazione familiare delle ceneri.

## Vita privata
Era padre dell'attrice Gwyneth Paltrow e del regista Jake Paltrow, avuti dalla moglie Blythe Danner, anche lei attrice.